# Stadion Śląski
O Estádio da Silésia (em polonês: Stadion Śląski) é o maior estádio de futebol da Polônia, situado em Chorzów e Katowice.
Foi aberto em 22 de julho de 1956 com um amistoso entre Polônia e Alemanha Oriental, com vitória alemã por 2 a 0.
Em 18 de Setembro de 1963, o recorde de público do estádio foi de 120.000 torcedores durante a Copa Europeia entre Górnik Zabrze e FK Austria Wien.
Em 1993 foi designado casa da Seleção Polonesa de Futebol. Nos anos 90 foi reformado e passou a ter capacidade de 47 202 pessoas sentadas. A banda U2 fez um show em 5 de julho de 2005 para 80 000 pessoas.
Durante os anos de 2009-2017 o estádio sofreu a última grande renovação que teve um custo de  650 milhões de PLN. O processo de renovação avançou no sentido de cobrir todos os espectadores com uma vasta cobertura quando a Polônia recebeu os direitos de hospedagem para o Euro 2012. As autoridades da Alta Silésia tomaram a decisão de aumentar a capacidade das arquibancadas para 54 378, adicionando um segundo nível ao lado oeste e, em seguida, cobrindo todo o estádio.
Contudo, e apesar desse investimento o estádio não foi sede da UEFA Euro 2012.

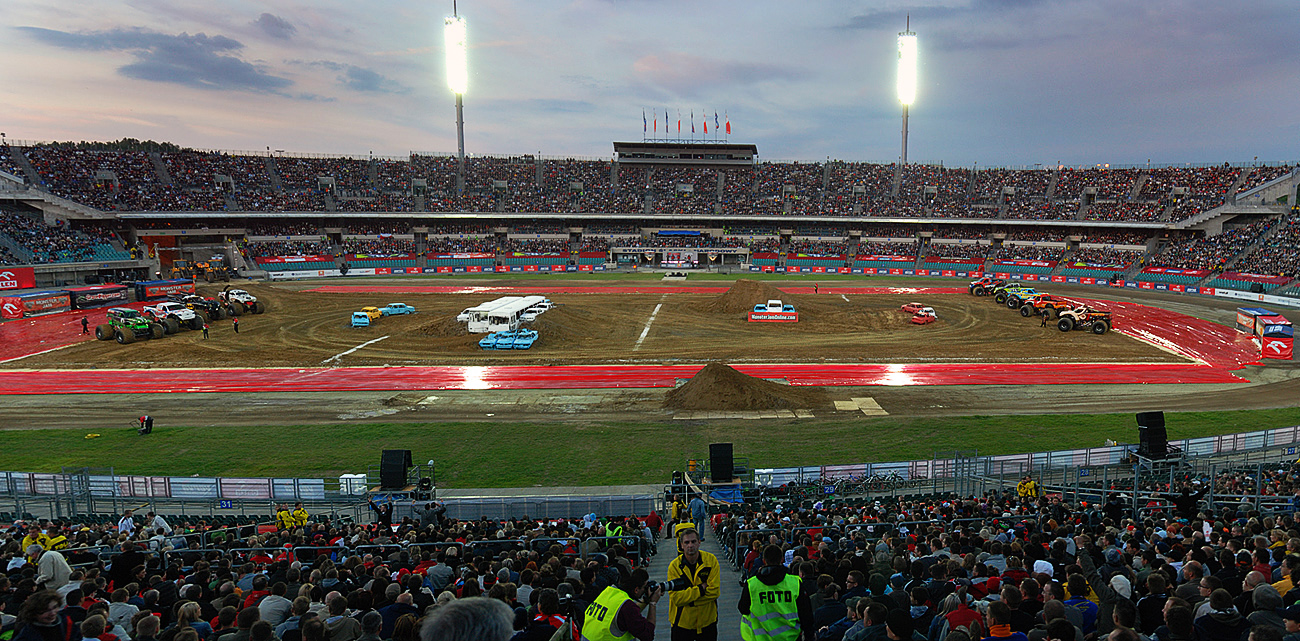
Estádio da Silésia (2009)